# Bernard Augustin Gros-Latteux
Bernard Augustin Gros-Latteux (né le 28 mars 1800 à Boulogne-sur-Mer, où il est mort le 15 mai 1889), est un avocat et homme politique français.

## Biographie
Petit-fils de Bernard Gros, il était avocat à Boulogne, lorsqu'il fut élu, le 13 mai 1849, représentant du Pas-de-Calais à l'Assemblée législative, le 5e sur 15, par 87,008 voix sur 129,691 votants. Il siégea à droite et vota avec les conservateurs, pour l'expédition de Rome, pour les poursuites contre les représentants compromis dans l'affaire du 13 juin, pour la loi Falloux-Parieu sur l'enseignement, pour la loi restrictive du suffrage universel, etc. Gros-Latteux n'appartint pas à d'autres assemblées.

## Sources
- « Bernard Augustin Gros-Latteux », dans Adolphe Robert et Gaston Cougny, Dictionnaire des parlementaires français, Edgar Bourloton, 1889-1891 [détail de l’édition]